# Abborrtjärnen (Ockelbo socken, Gästrikland)
Abborrtjärnen är en sjö i Ockelbo kommun i Gästrikland och ingår i Gavleåns huvudavrinningsområde.